# Ballota antilibanotica
Ballota antilibanotica là một loài thực vật có hoa trong họ Hoa môi. Loài này được Post mô tả khoa học đầu tiên năm 1891.